# Patti Hansen
Patti Hansen (født 1956) var en stor supermodel i 1970'erne og tidligt i 1980'erne. Hun har norske forfædre. Hun var jævnligt på forsider af det amerikanske Vogue, Glamour og Harper's Bazaar. Hun blev født og opvoksede i Tottenville i New York. Hun blev opdaget som model, da hun var teenager og stod ved en pølsevogn.
Patti giftede sig med Keith Richards guitarist i The Rolling Stones den 18. december 1983 på et hotel i Cabo San Lucas i Mexico. De har to døtre: Alexandra Nicole Richards født den 28. juni 1986, og Theodora Dupree Richards født den 18. marts 1985.